# Колеџ Парк (Мериленд)
Колеџ Парк (енгл. College Park) град је у америчкој савезној држави Мериленд.

## Демографија
По попису из 2010. године број становника је 30.413, што је 5.756 (23,3%) становника више него 2000. године.
| Група             | 2000.          | 2010.          |
| Белци             | 16.399 (66,5%) | 17.691 (58,2%) |
| Афроамериканци    | 3.929 (15,9%)  | 4.349 (14,3%)  |
| Азијати           | 2.474 (10,0%)  | 3.877 (12,7%)  |
| Хиспаноамериканци | 1.366 (5,5%)   | 3.621 (11,9%)  |
| Укупно            | 24.657         | 30.413         |